# San Pablo (La Laguna)
San Pablo es una ciudad componente filipina de primera clase, perteneciente a la provincia de La Laguna, en la región de Calabarzon.

## Historia
Hacia mediados del siglo XIX, el lugar, por entonces perteneciente a la provincia de Batangas, tenía contabilizada una población de 18 090 habitantes, repartidos en 3015 casas. Aparece descrito en el segundo volumen del Diccionario geográfico, estadístico, histórico de las Islas Filipinas (1851) de Manuel Buzeta Núñez y Felipe Bravo con las siguientes palabras:

PABLO (San): pueblo con cura y gobernadorcillo en la isla de Luzon prov. de Batagnas arz. de Manila, sit. en los 124° 59' long.
14° 4' 3" lat. en terreno montuoso al S. del lago de Sampaloc del que dista media milla, y próximo á la orilla de un rio que corre al S. y se une con el de Mapait. Tiene este pueblo unas 3,015 casas que forman varias calles, una cárcel en la casa de comunidad, una iglesia parroquial servida por un cura regular y dos escuelas una para niños y otra para niñas. El cementerio se halla fuera de la poblacion en buena situacion y ventilado. Confina el term. por N. con el de Calauang en la prov. de la Laguna distante una leg. por O. con el de Tanauan que dista unas 4 leguas; por N. O. con el de Nagcarlang en la prov. de la Laguna distante unas 3 leguas, y por S. con el de Tiaon en la prov. de Tayabas distante 3 1/2 id. El terreno es montuoso, por cuya razon los caminos son malos é impracticables para los carruajes; hállase al N. el referido Lago de Sampaloc: al N. N. O. el de imoc; al E. el de Calibato y otro al N. N. O. del barrio Pauli mas pequeño que los ya mencionados. Los rios de Balayoz, Casia, Cacati, Balanga, Mapait, Larasain y otros riegan el terr. haciéndolo bastante fértil. Las producciones de su agricultura son arroz, maiz, añil, legumbres y frutas. Su ind. la agricultura y la fabricacion de algunas telas: y tambien en la cria de ganado caballar y vacuno. Poblacion 18,090 almas, y en 1845 pagaba 3,865 tributos, que hacen 38,650 rs. plata.
(Buzeta y Bravo, 1851, pp. 373-374)

En 2020, tenía censados 285 348 habitantes.